# Ylva Stockelberg
Ylva Ann-Charlott Stockelberg Deilert, född 1954 i Växjö, är en svensk författare till främst böcker om katter men även företagande, kommunikation och vin. Hon bor i Simrishamn i Skåne.